# Dave Elsey

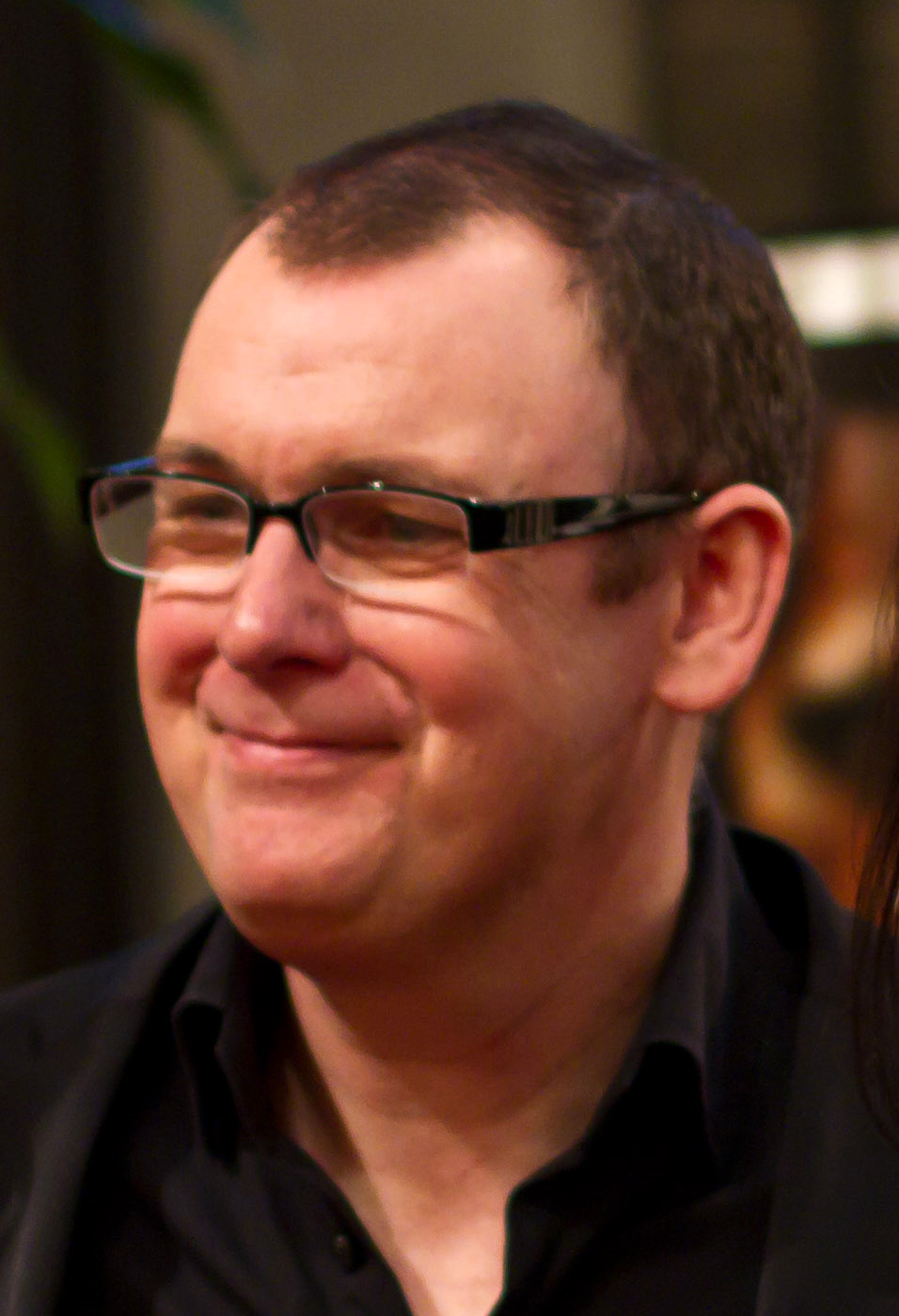
Dave Elsey (2011)

Dave Elsey (* 9. Februar 1967 in London, England) ist ein britischer Maskenbildner, der mit einem Oscar ausgezeichnet wurde.

## Karriere
Dave Elsey wurde in London geboren und lebt seit 1999 in Australien.
Elseys Karriere im Filmgeschäft begann im Jahr 1986, als er für den Film Der kleine Horrorladen als Maskenbildner anfing. Es folgten künstlerische Tätigkeiten bei den Filmen zu Hellraiser – Das Tor zur Hölle, Death Machine, Mission: Impossible und dessen Fortsetzung Mission: Impossible II. Für seine künstlerischen Leistungen bei dem Film Star Wars: Episode III – Die Rache der Sith erhielt Elsey bei der Oscarverleihung 2006 eine Nominierung in der Kategorie bestes Make-Up. Die Auszeichnung ging aber an das Team des Films Die Chroniken von Narnia: Der König von Narnia. Nach weiteren Arbeiten zu Black Sheep, Ghost Rider und Wo die wilden Kerle wohnen erhielt er 2011 den Oscar für den Film Wolfman.

## Filmografie (Auswahl)
- 1986: Der kleine Horrorladen (Little Shop of Horrors)
- 1987: Hellraiser – Das Tor zur Hölle (Hellraiser)
- 1988: Reise zurück in der Zeit (Waxwork)
- 1995: Death Machine
- 1996: Mission: Impossible
- 2000: Mission: Impossible II
- 2005: Star Wars: Episode III – Die Rache der Sith (Star Wars III: Revenge of the Sith)
- 2006: Black Sheep
- 2007: Ghost Rider
- 2009: Wo die wilden Kerle wohnen (Where the Wild Things Are)
- 2010: Wolfman
- 2011: X-Men: Erste Entscheidung (X-Men: First Class)
- 2013: Warm Bodies
- 2015: Mr. Holmes
- 2017: Die Schöne und das Biest (Beauty and the Beast)